# Silvana Stanco
Silvana Maria Stanco (* 6. Januar 1993 in Zürich, Schweiz) ist eine italienische Sportschützin.

## Erfolge
Silvana Stanco tritt seit 2011 bei internationalen Wettkämpfen im Trap an. Bei der Sommer-Universiade 2013 in Kasan und 2015 in Gwangju gewann sie mit der Mannschaft jeweils die Goldmedaille, während sie im Einzel 2013 Silber und 2015 Gold gewann. 2013 wurde sie mit der Mannschaft zudem in Lima Weltmeisterin, ein Jahr darauf belegte sie mit ihr bei den Weltmeisterschaften in Granada Rang zwei. Bei den Europameisterschaften 2016 in Lonato del Garda sicherte sie sich die Silbermedaille im Einzel und gewann 2017 bei den Weltmeisterschaften in Moskau mit der Mannschaft Bronze. Ihr gelang 2018 in Changwon mit Bronze erstmals auch ein Medaillengewinn im Einzel bei Weltmeisterschaften. Darüber hinaus schloss sie die Mannschaftskonkurrenz auf dem ersten Platz ab. 2019 belegte sie mit der Mannschaft bei den Weltmeisterschaften in Lonato Rang drei und gewann bei den Europaspielen in Minsk Gold im Einzel.
Stanco gab bei den 2021 ausgetragenen Olympischen Spielen 2020 in Tokio ihr Olympiadebüt. Im Einzel qualifizierte sie sich mit 121 Punkten für das Finale und beendete dieses auf dem fünften Platz. Mit der Mannschaft wurde Stanco bei den Europameisterschaften in Osijek Zweite. Bei den Mittelmeerspielen 2022 in Oran wurde sie Dritte, die Europameisterschaften im selben Jahr in Larnaka schloss sie auf dem ersten Rang ab. Insgesamt vier Medaillen gewann Stanco im Jahr 2023. Mit der Mannschaft sicherte sie sich sowohl bei den Weltmeisterschaften in Baku als auch bei den Europaspielen in Krakau jeweils die Goldmedaille. Bei den Europameisterschaften in Osijek wurde sie im Einzel Zweite und mit der Mannschaft Dritte. Ins Jahr 2024 startete Stanco mit dem Gewinn der Goldmedaille im Mixed mit Mauro De Filippis bei den Europameisterschaften in Lonato.
Bei den Olympischen Spielen 2024 in Paris erreichte Stanco im Einzel in der Qualifikation 122 Punkte, sodass sie als viertplatzierte Schützin ins Finale einzog. Dort erreichte sie die beiden letzten Durchgänge, in denen sie gegen die Guatemaltekin Adriana Ruano um den Olympiasieg schoss. Ruano ging mit vier Treffern Vorsprung in diese beiden Durchgänge und vergrößerte diesen nochmals bis zum Wettkampfende. Ruano gewann die Goldmedaille mit 45 Treffern, während Stanco mit 40 Treffern die Silbermedaille erhielt. Bronze ging an Penny Smith, die mit 32 Treffern nach vier Durchgängen ausschied.